# Batista Mendy
Pour les articles homonymes, voir Mendy.
Batista Mendy, né le 12 janvier 2000 à Saint-Nazaire en France, est un footballeur français qui joue au poste de milieu défensif à Trabzonspor.

## Biographie

### En club

#### FC Nantes
Né à Saint-Nazaire en France, Batista Mendy est formé au FC Nantes, qu'il rejoint en 2015 en provenance du Saint-Nazaire AF. Le 2 juillet 2018, il signe son premier contrat professionnel avec les Canaris,. Il joue son premier match le 13 septembre 2020, à l'occasion d'une rencontre de Ligue 1 face à l'AS Monaco. Il entre en jeu à la place d'Abdoulaye Touré et son équipe s'incline (2-1).

#### Angers SCO
En fin de contrat à l'été 2021 avec le FC Nantes, Batista Mendy se retrouve sans club et rejoint librement le Angers SCO en juillet 2021, signant un contrat de trois ans. Il joue son premier match sous ses nouvelles couleurs le 15 août 2021 lors d'une rencontre de Ligue 1 face à l'Olympique lyonnais où son équipe l'emporte largement (3-0). Mendy s'impose dès ses débuts dans le système du nouvel entraîneur angevin, Gérald Baticle,. Mendy inscrit son premier but en professionnel, et donc pour Angers, le 8 mai 2022, à l'occasion d'une rencontre de championnat contre les Girondins de Bordeaux. Titulaire, il marque de la tête sur un service d'Angelo Fulgini, et son équipe l'emporte par quatre buts à un.

#### Trabzonspor
Le 8 septembre 2023, Batista Mendy rejoint la Turquie afin de s'engager en faveur de Trabzonspor. Il signe un contrat de quatre ans, soit jusqu'en juin 2027 et le montant du transfert est estimé à cinq millions d'euros.
Mendy marque son premier but pour Trabzonspor le 23 décembre 2023, contre le İstanbul Başakşehir FK, en championnat. Il est titularisé et les deux équipes se neutralisent (1-1 score final). Dès sa première saison, Mendy s'impose comme un titulaire à Trabzonspor et est considéré comme l'une des révélations du championnat turc.
Il découvre la Coupe d'Europe avec Trabzonspor, jouant son premier match le 25 juillet 2024, lors d'une rencontre qualificative pour la phase de groupe de la Ligue Europa 2024-2025 contre le MFK Ružomberok où il est titularisé (victoire 0-2 de Trabzonspor).

### En sélection
Batista Mendy est retenu avec l'équipe de France des moins de 17 ans pour participer à la coupe du monde des moins de 17 ans en 2017. Il ne joue qu'un match lors de ce tournoi où la France est éliminée en huitièmes de finale contre l'Espagne (1-2).
Il représente les moins de 18 ans en 2017.
Avec les moins de 19 ans il marque pour son premier match le 4 septembre 2018 (3-3 score final) et joue en tout quatre matchs avec cette sélection.

## Palmarès
Trabzonspor
- Coupe de Turquie
  - Finaliste en 2025